# دوقة أميلي في بافاريا
دوقة أميلي في بافاريا (بالألمانية: Amalie in Bayern)‏ (و. 1865 – 1912 م) هي أرستقراطية ألمانية، ولدت في ميونخ، توفيت في شتوتغارت، عن عمر يناهز 47 عاماً.